# Université du Rhode Island
L'université du Rhode Island (en anglais : University of Rhode Island ou URI) est une université américaine située à Kingston dans l'État du Rhode Island.

## Historique

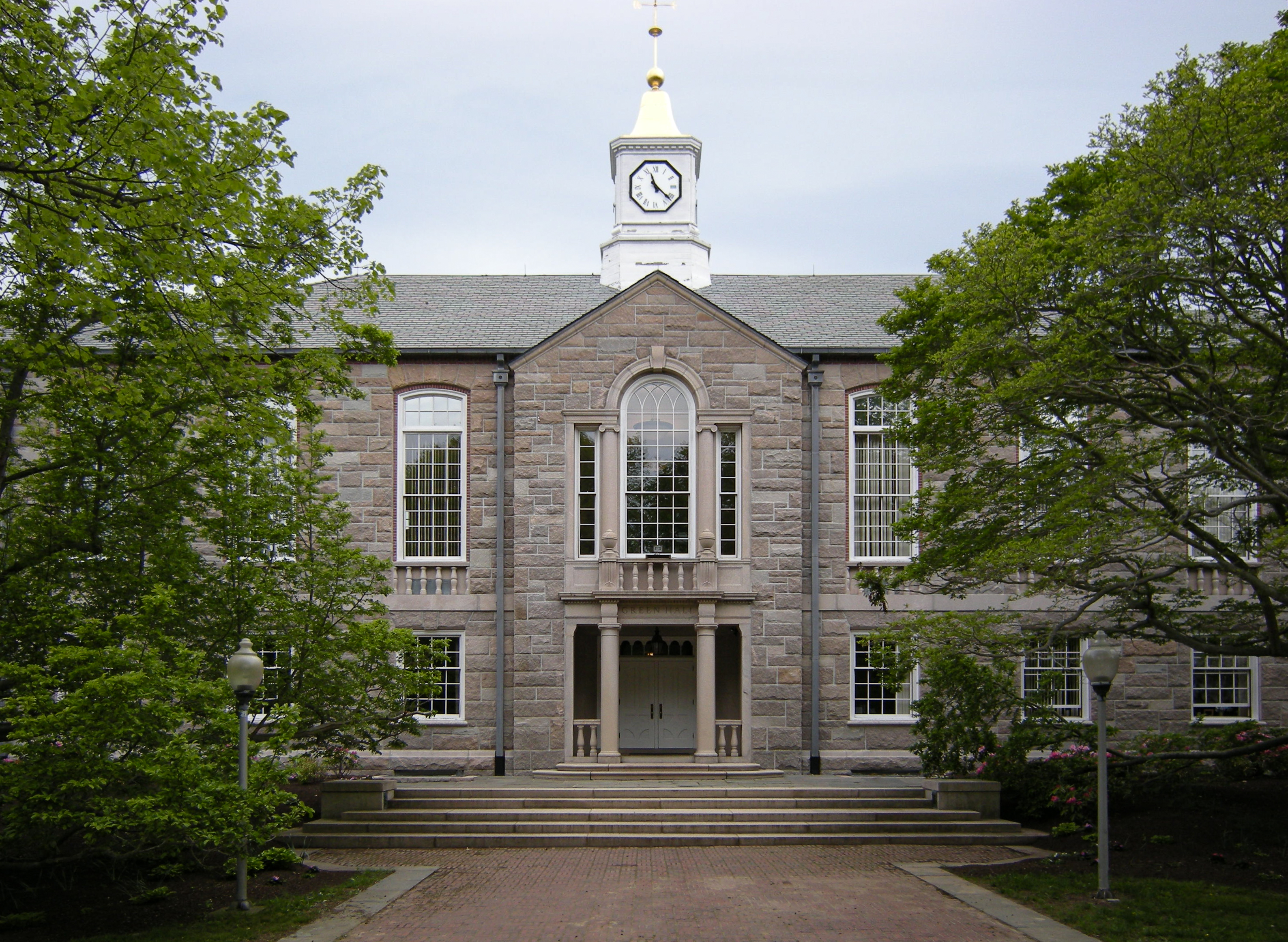
Bâtiment Green Hall de l'URI.

## Personnalités liées à l'université

### Professeurs
- Paula Bontempi est la doyenne de la Graduate School of Oceanography